# Коман, Шарлотта
Шарлотта Коман (англ. Charlotte Coman, полное имя Charlotte Buell Coman; 1833—1924) — американская художница.

## Биография
Родилась в 1833 году в Уотервилле, штат Нью-Йорк, в семье, которая владела кожевенным заводом и обувной фабрикой.
Выйдя замуж, переехала с супругом в Айова-Сити, затем на Американский запад, вернувшись на родину несколько лет спустя после смерти мужа. Шарлотта начала страдать от потери слуха и к сорока годам почти полностью потеряла его.
Шарлотта Коман совершенно не занималась живописью, пока ей не исполнилось сорок лет. Она училась в Нью-Йорке у художника-пейзажиста Джеймса Бревурта и затем в Париже у Эмиля Вернье. С Вернье изучала работу с акварелью на пленэре; рисовала в поездках по сельским районам Франции и Голландии. В Голландии Шарлотта находилась в течение шести лет. Выставлялась на Парижском Салоне. Пожар в её парижской студии уничтожил работы тех лет. На творчество Коман повлияли французские барбизонские художники, особенно Жан-Батист Коро и Шарль-Франсуа Добиньи.
По возвращении в Нью-Йорк, художница сосредоточилась на написании американских пейзажей в стиле тонализм. Её картины были основаны на эскизах, сделанных во время поездок в парк Адирондак и в Сент-Огастин, штат Флорида. Свои работы она подписывала «CB Coman» — как и многие художницы её эпохи, Шарлотта Коман использовала инициалы, чтобы скрыть свой пол.
Свои работы она экспонировала в Национальной академии дизайна, а также во Дворце изящных искусств (ныне Музей науки и промышленности) на Всемирной Колумбовой выставке 1893 года в Чикаго, штат Иллинойс.
В 1905 году Коман была удостоена премии Shaw Memorial Prize от Общества американских художников. Была избрана членом Национальной академии дизайна в 1910 году, а также являлась леном Национальной ассоциации женщин-художников и скульпторов, Нью-Йоркского клуба акварелистов и Art Workers' Club.
Умерла в городе Йонкерс, штат Нью-Йорк, 11 ноября 1924 года.

Некоторые работы
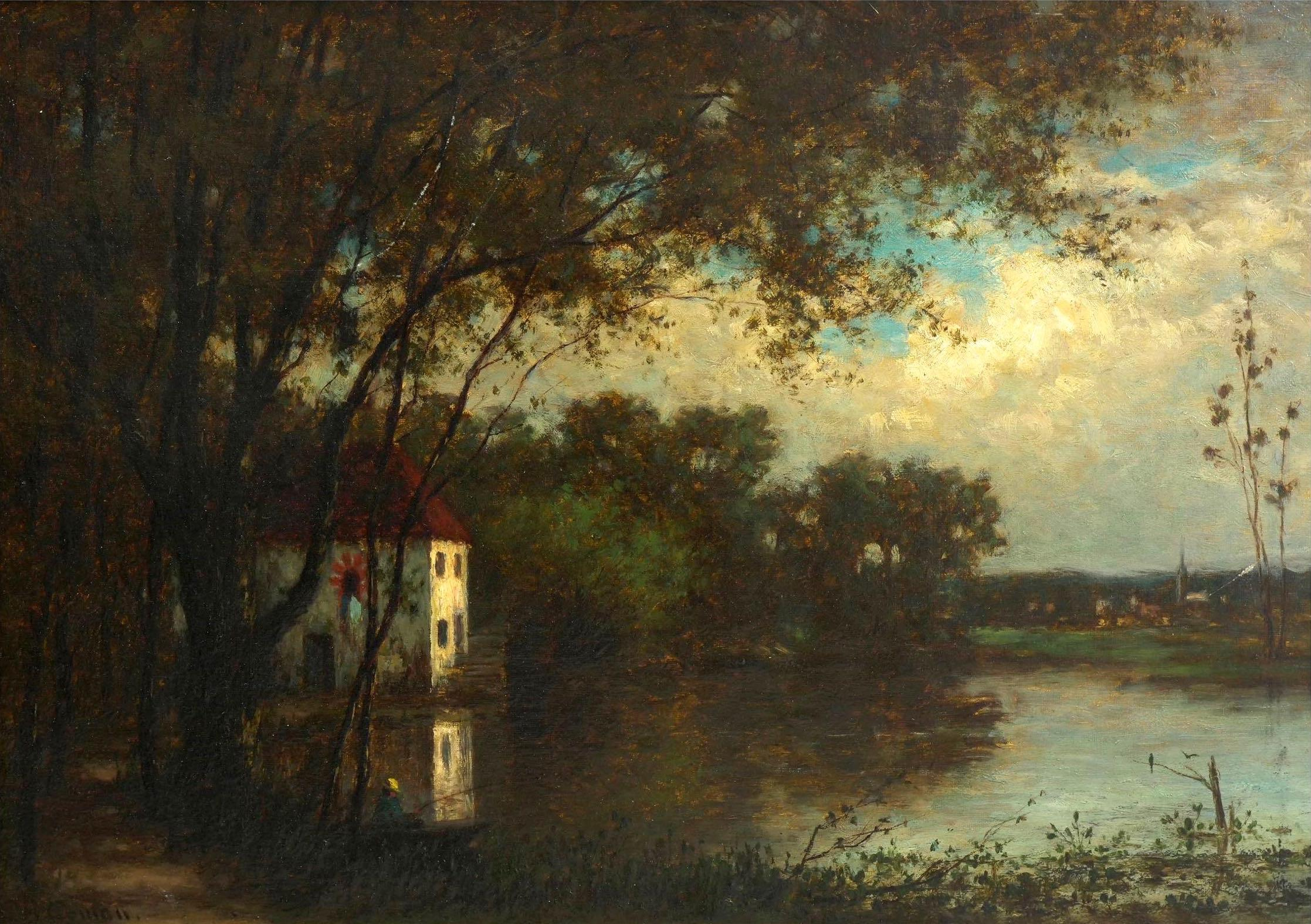
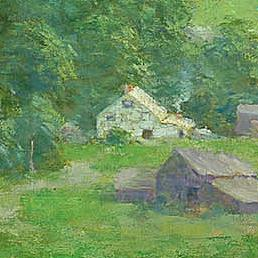
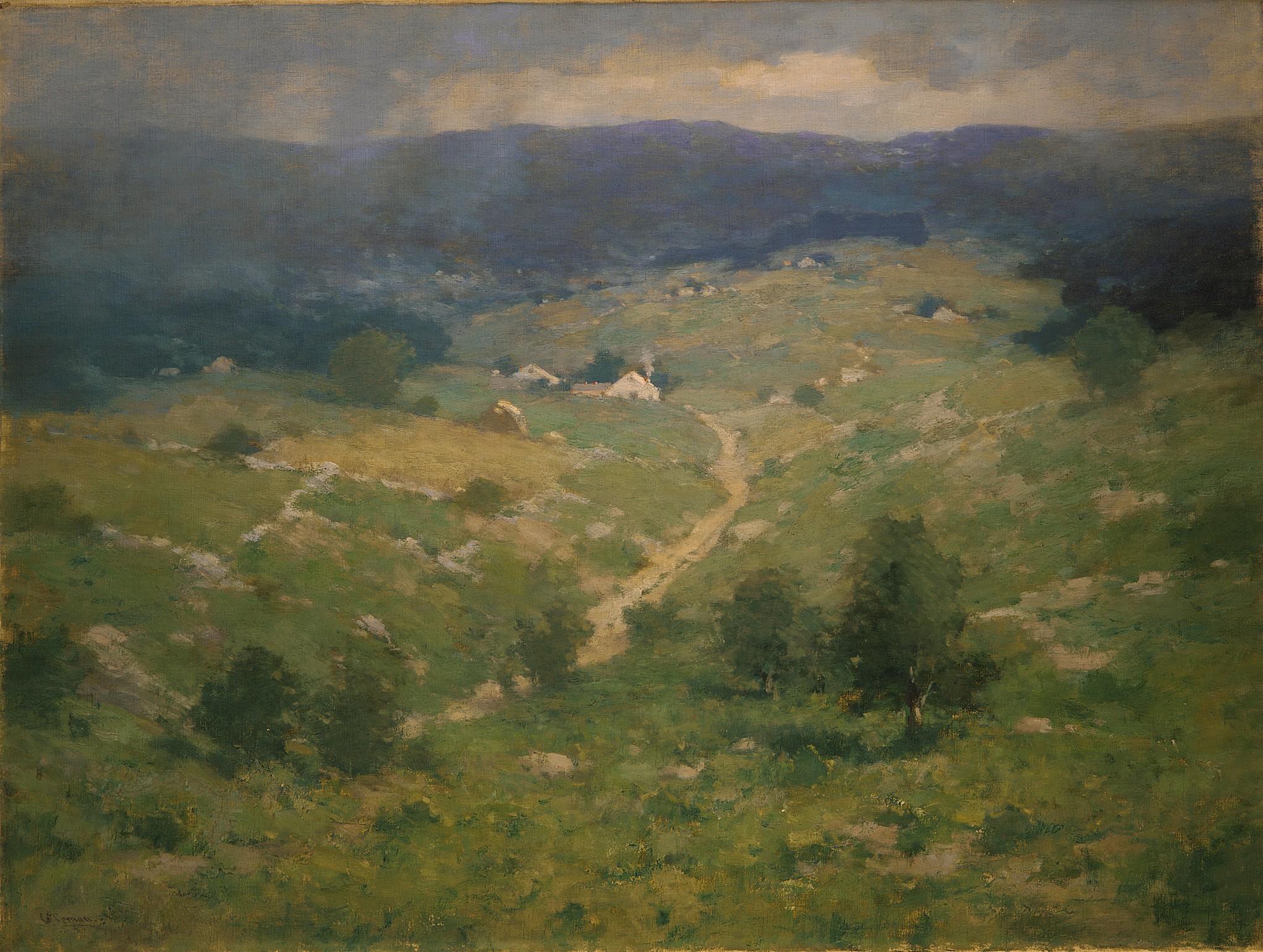